# Scatimus erinnyos
Scatimus erinnyos är en skalbaggsart som beskrevs av Kohlmann och M. Alma Solis 1996. Scatimus erinnyos ingår i släktet Scatimus och familjen bladhorningar. Inga underarter finns listade i Catalogue of Life.